# Borek (Wrocław)

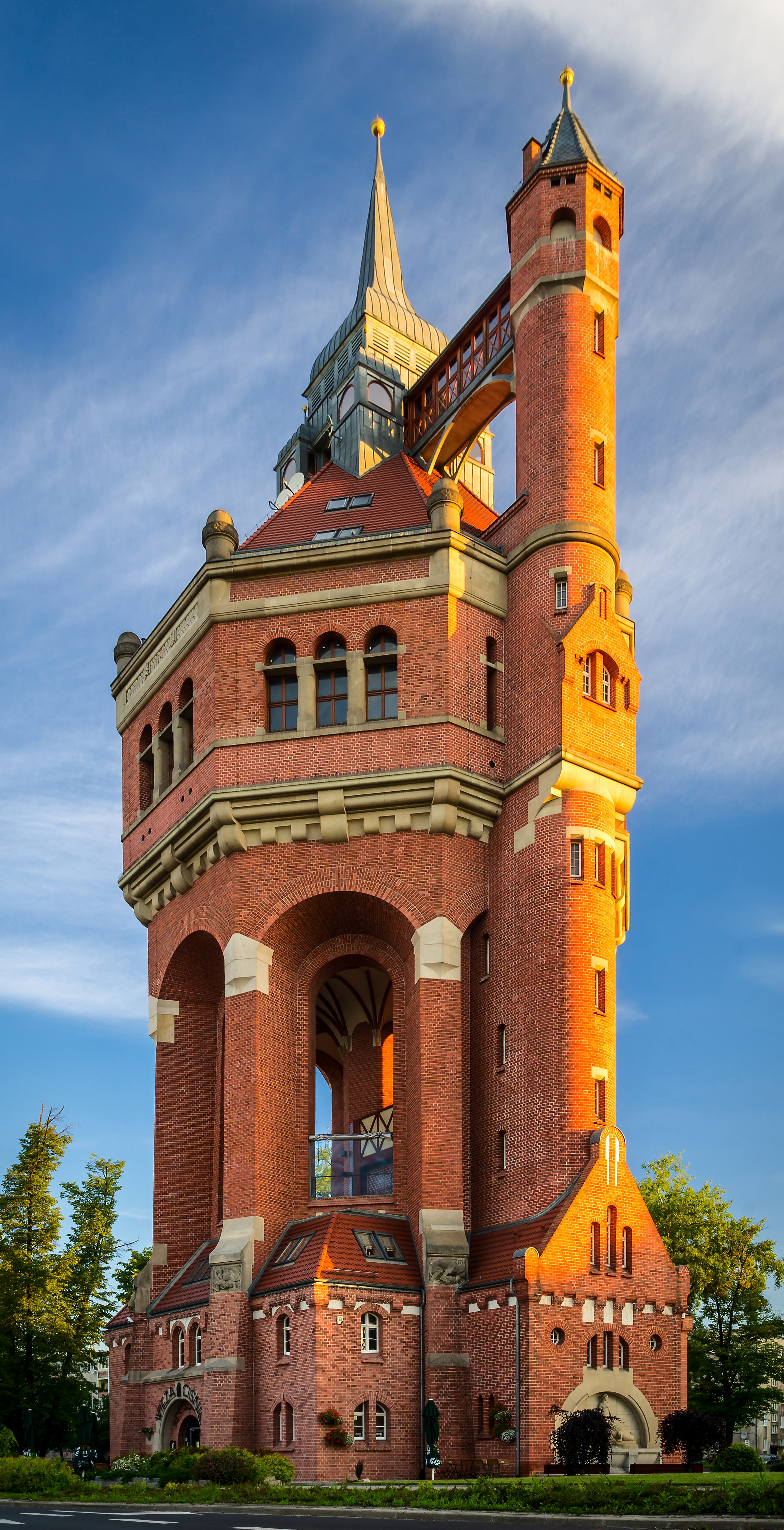
Wieża Ciśnień z 1903 roku

Borek – osiedle we Wrocławiu, w byłej dzielnicy Krzyki. Przed rokiem 1945 nosiło nazwę Kleinburg.

## Nazwa
Miejscowość po raz pierwszy zanotowana w dokumentach z 1203 i 1223 roku jako Borki. Notowana także w latach 1326 jako Borek oraz Bork, 1352 Borgk, 1369 Borg, 1372 Borg, 1373 Burg, 1400 Wenigeburg, 1438 Wenigen Burgk, 1456 Klein Borek oraz Klainburg (później Kleinburg).
Nazwa wywodzi się od polskiej nazwy iglastego lasu – boru. Od tego słowa nazwę miejscowości wywodził niemiecki językoznawca Paul Hefftner. W książce o nazwach miejscowych regionu wrocławskiego z 1910 roku pisze Bis 1372 sind die Namensformen das Deminutiv des polnische Appellativs bór Wald (vorzugsweise von Nadelbaumen, denn der Laubwald heist las). Niemieckojęzyczni mieszkańcy zgermanizowali nazwę „bór” na podobnie brzmiące niemieckie „burg” (zamek, gród), a później całą nazwę miejscową na Kleinburg, w wyniku czego utraciła ona swoje pierwotne znaczenie.

## Historia Borku
Pierwsze zachowane wzmiankowanie wsi Borek pochodzi z roku 1193. Wieś znajdowała się przy obecnej ul. Januszowickiej (Kleinburgstraße) pomiędzy Jaworową a Kutnowską. Istnieją uzasadnione domniemania, że z tej wsi pochodził trzynastowieczny uczony Witelon, znany też jako Vitello Thuringopolonis albo Erazm Ciołek. Wspomina on w swoich pracach o tym, jak w latach 1270–1278 w lasku w pobliżu wsi przeprowadzał swoje doświadczenia z optyki i fizjologii postrzegania. Inną wielką postacią związaną z wrocławskim Borkiem był urodzony tutaj Manfred von Richthofen, as lotnictwa z I wojny światowej.
Borek przyłączono do Wrocławia w roku 1897; od tego też czasu datuje się jego rozwój jako willowego osiedla, a także urządzenie w jego granicach Parku Południowego. W tym też czasie (1903–1904) zbudowano tu wieżę ciśnień przy al. Wiśniowej oraz – tuż poza północną granicą osiedla – ewangelicki kościół św. Jana (1909), obecnie kościół św. Augustyna przy Sudeckiej. Granice Borku na mapie M. Grügera z 1911 wyznacza na wschodzie dzisiejsza ulica Ślężna, na południu i zachodzie z niewielkimi odstępstwami tory kolejowe, a na północy aleje: gen. Hallera i Wiśniowa. Współczesne granice są niemal identyczne, z dokładnością do wspomnianych (dziś już nieaktualnych) odstępstw od linii torów kolejowych oraz z tym, że od strony wschodniej osiedle poszerzono tak, że włączono w nie ulice Weigla i Pułtuską. Na koniec 2004 szacowano, że mieszka tu 14,3 tysiąca osób.

## Architektura
Na terenie wsi Borek zaplanowano w końcu XIX w. dwa osiedla willowe: jedno, oparte na regularnym i symetrycznym narysie wokół pięciu okrągłych placów (zachował się jeden) wokół ul. Sudeckiej i Dębowej; drugie, późniejsze, na planie o miękkich liniach wzdłuż ul. Racławickiej. O charakterze architektury Borku stanowią głównie przedwojenne wille i kamienice. 
W okresie PRL na Borku wybudowano kilkadziesiąt bloków mieszkalnych, w tym 8 bloków dziesięciopiętrowych, które, ustawione wzdłuż ul. Powstańców Śląskich (drogi wylotowej z Wrocławia), osłaniają niską zabudowę zlokalizowaną po wschodniej i zachodniej stronie arterii. W tym samym okresie wybudowane zostały dwa biurowce przy ul. Racławickiej. Inną realizację była budowa Osiedla pod Jaworami.
Po 1989 roku, ze względu na ograniczoną wolną powierzchnię działek, wybudowano relatywnie niewiele budynków. Największymi inwestycjami ostatnich lat są Centrum Handlowe Borek, biurowiec przy zbiegu ulic Powstańców Śląskich i Hallera oraz dwa apartamentowce przy ul. Racławickiej.

## Borek dzisiaj
Na Borku siedzibę mają m.in. Wrocławski Teatr Pantomimy, a do najbardziej znanych mieszkańców osiedla zaliczają się Sylwester Chęciński, Tadeusz Różewicz czy Krzysztof Kiljański. Z Borka wywodzi się też Monika Richardson.

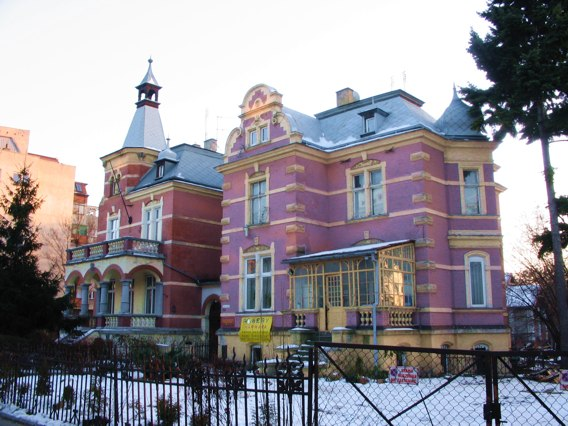
Pałacyk przy al. Hallera 6-8
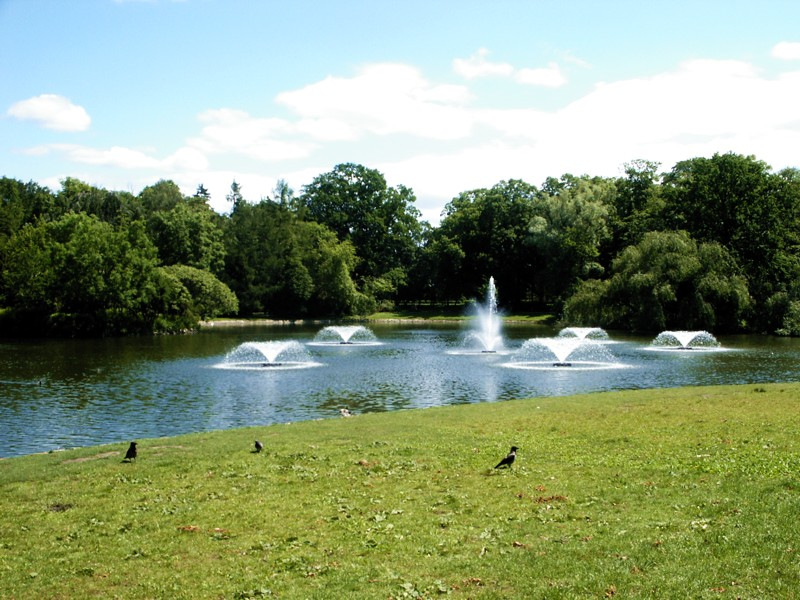
Park Południowy
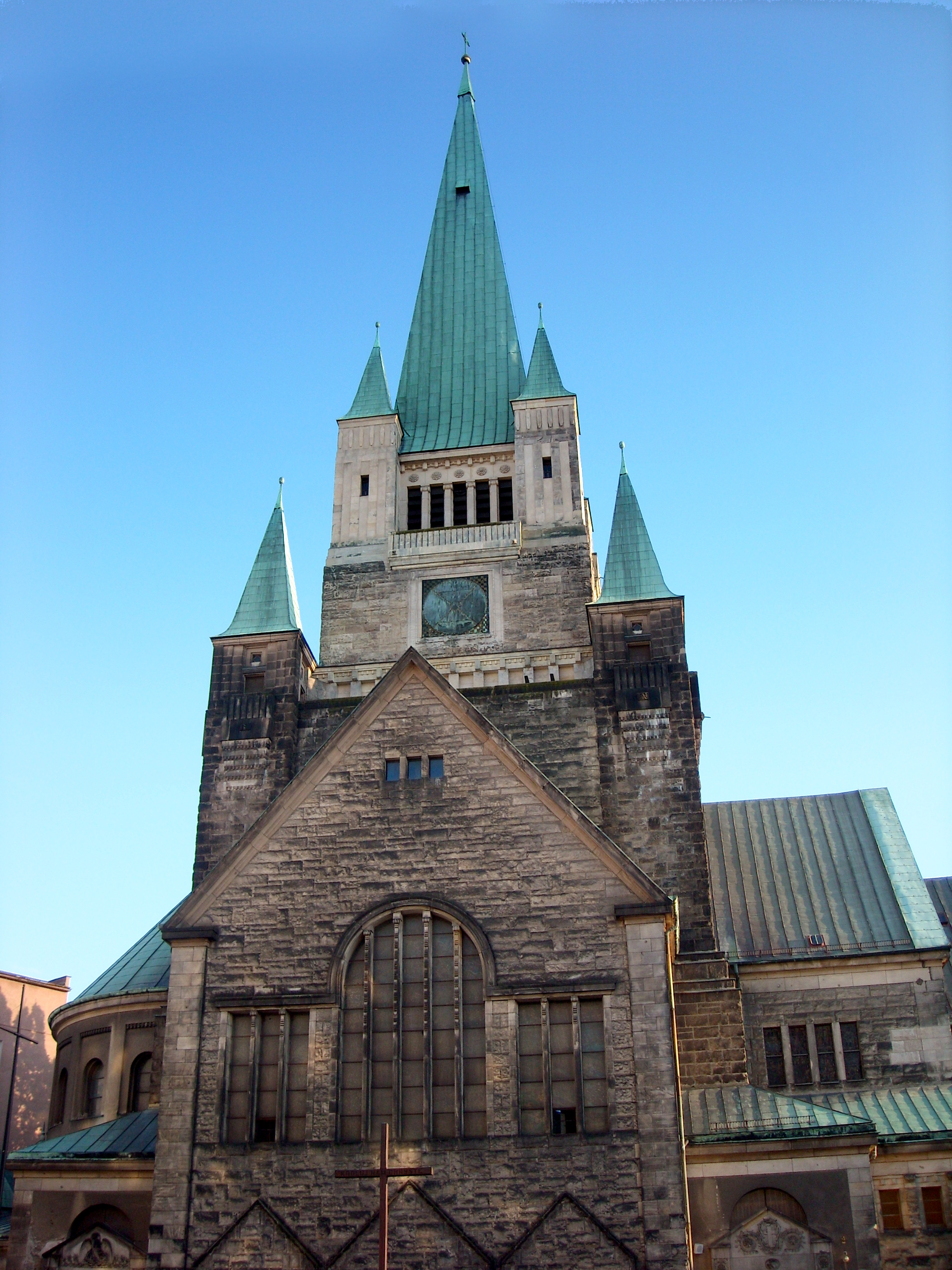
Kościół św. Augustyna
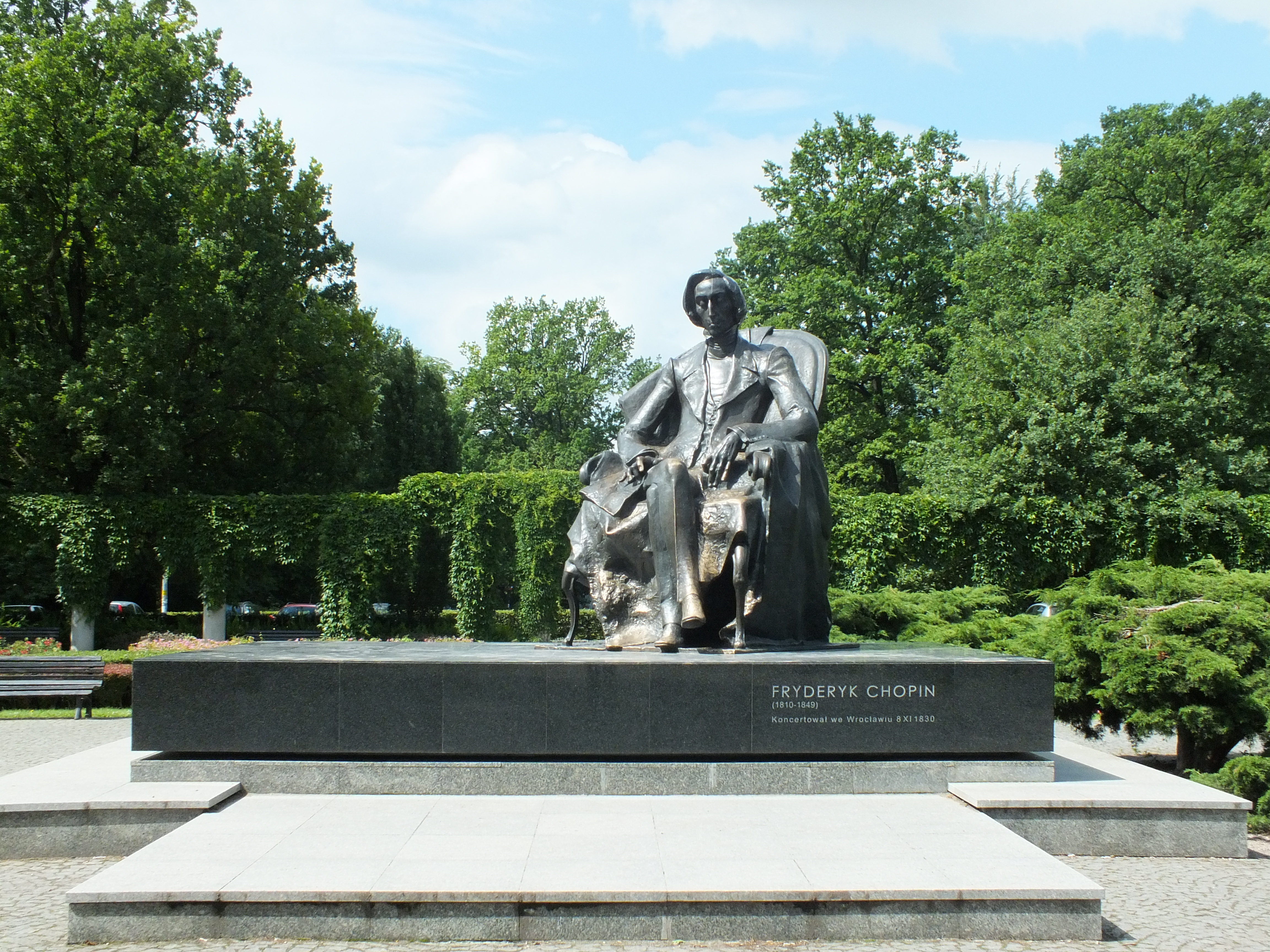
Park Południowy, pomnik Fryderyka Chopina autorstwa Jana Kucza